# José Villaverde Fernández
José Villaverde Fernández (Ciudad Real, 1763 — Salamanca, 28 de janeiro de 1825) foi um dramaturgo espanhol.
Em Ciudad Real,  iniciou seus estudos em gramática e humanidades, e não sabe-se por qual razão, abandonou-os, sentando praça no exército junto ao regimento de cavalaria. Passando por Salamanca, alojou-se na casa de um mestre sapateiro de sobrenome Arroyo, apaixonando-se por uma de suas filhas, pedindo-a em casamento ao seu pai, que lhe contestou dizendo que sua filha não se casaria, apenas com um homem que fosse do mesmo ofício do pai dela. José Villaverde Fernández então, aprendeu o ofício de sapateiro, e cumpridos os anos de sua aprendizagem e os de serviço militar, se casou com Isabel Arroyo.
Aficionado desde sempre com a leitura de poetas e historiadores, compôs e imprimiu diferentes peças teatrais, além de loas e entremeses para representações caseiras que todos os anos pelas festividades do Antruejo dispunha com outros aficionados menestréis, que não imprimiram-se e não sobreviveram até os dias atuais.
Das suas peças teatrais que se tem conhecimento e acesso, estão:
- O Bastardo da Suécia (sem mulheres): comédia em três atos impressa em Salamanca em 1791.[3]

- Zorayda, Rainha de Tunes (primeira parte): drama em três atos, impressa em Salamanca em 1792.[4]

- Afonso VIII em Alarcos: drama em três atos, impressa em Salamanca em 1794.[5]
- A Obstinação Herdada ou Zorayda (segunda parte): drama em três atos, impressa em Salamanca em 1795.[6]

- O Ferreiro de Cidade Real: comédia em três atos, impressa em Salamanca sem data.[7]

## Zorayda, Rainha deTunes(primeira parte)
A peça tem como cenário a cidade de Tunes, atual capital da Tunísia, porém na época, uma província com certa autonomia do Império Otomano. Constituída como Beylik de Tunes, sob a autoridade direta do Bey, posição ocupada no período em que o dramaturgo escreve a peça, por Hammuda ibn Ali, da dinastia Husainida, no poder desde 1705. A peça é dividida em três atos, com os seguintes acontecimentos:
PRIMEIRO ATO: A trama gira em torno da tentativa de Fatimán, cunhado da Rainha Zorayda, em assassinar o herdeiro do trono, o Príncipe Muley, do qual Zorayda era regente. Na primeira cena da peça, ele é impedido por Hacén, o valido da Rainha, que fora avisado por um bilhete anônimo. Porém, com a ajuda de Aliatár, o capitão da guarda real do palácio que também é seu cúmplice, sua identidade não é descoberta e ele é levado a prisão. No caminho, ambos surpreendem Eugenio, espanhol e cristão escravo de Hacén, que encontrava-se todas as noites nos jardins do palácio com sua esposa Bernarda, também uma escrava espanhola e cristã, de propriedade da Rainha. Eugenio é incriminado com as vestes de Fatimán e preso nas masmorras, sem conhecimento da identidade de seus sequestradores. Com o início da manhã, Hacén informa Zorayda sobre o ocorrido e Aliatár revela que a identidade do criminoso é Eugenio, ordenando Zorayda a sua execução, em meio a incredulidade de Hacén. Em privado, Fatimán sugere a Rainha o envolvimento de Hacén no crime, que ordena a prisão domiciliar do valido. Eugenio é avisado por Muzaf, outro capitão da guarda real, a respeito de sua execução, e pede-lhe que avise Hacén sobre um bilhete que ele recebera anonimamente. O público descobre então, que o bilhete que possibilitou Hacén impedir o assassinato de Muley, foi escrito e deixado por Eugenio, anonimamente, e o primeiro ato acaba.
SEGUNDO ATO: O ato inicia com o aviso de Eugenio a Hacén, entregue por Muzaf ao valido em sua casa. Hacén, percebendo ter sido avisado da conspiração por Eugenio, encontra aí a possibilidade para provar a inocência do amigo. Antes de sair ao palácio porém, Fatimán chega e avisa-lhe sobre sua prisão domiciliar, em virtude de sua suspeita de envolvimento no crime. Hacén pede então que Fatimán dê a Zorayda as provas de inocência de Eugenio, e Fatimán assente, apesar de voltar ao palácio sem intenção de o fazer. Nesse momento, Bernarda revela a rainha que a algumas noites ouviu no jardim do palácio dois vultos tramando o crime, porém é impedida de completar seu relato pela chegada de Fatimán, que ao mencionar o nome de Eugenio, causa nela um ataque de pavor, temendo pelo seu marido. Zorayda descobre então sobre a ligação entre Bernarda e Eugenio, e motivada por Fatimán, a escrava cristã é presa acusada de envolvimento no crime, sendo levada por Fatimán. Novamente sozinha na sala do trono, Zorayda recebe um memorial de Hacén através de um criado seu, e descobre sobre o bilhete de Eugenio e da omissão de Fatimán desse detalhe, passando a desconfiar do cunhado, e se ausenta. Enquanto isso, Fatimán ordena que Muzaf cumpra a decisão da rainha e execute Eugenio, e sai para encontrar-se com Aliatár. Zorayda aparece no momento da execução e fica a sós com os escravos, que contam sua história e confirmam sua inocência a Rainha. Zorayda ordena a libertação de ambos e convoca Hacén ao palácio; o segundo ato termina.
TERCEIRO ATO: Fatimán descobre sobre a libertação dos escravos, e por temer ter sido descoberto, ordena que Aliatár reúna os rebeldes contrários a Zorayda. Ao apresentar-se a Rainha, é confrontado, e incriminando um escravo seu, consegue autorização para buscá-lo, aproveitando a oportunidade para fugir, mas sendo seguido por Muzaf. Aliatár sabendo do ocorrido, parte para pessoalmente assassinar Muley, mas é impedido por Eugenio. O capitão da guarda real tenta convencê-lo a acobertá-lo, oferecendo sua liberdade em troca, porém o cristão nega a oferta. Hacén e Zorayda observam escondidos o diálogo e surpreendem Aliatár, que consegue fugir e reúne-se a Fatimán e as tropas rebeldes, que invadem o palácio e entram em combate com as tropas da Rainha, lideradas por Hacén e Eugenio. Em menor número, os rebeldes batem em retirada, porém Fatimán é ferido e morre nos braços de Hacén lastimando por seus crimes. Aliatár é capturado e condenado à morte ao não demonstrar arrependimento, descobrindo-se que sua motivação pessoal a conspiração, advinha da execução de seu pai a alguns anos, por ordens diretas de Zorayda. Eugenio e Bernarda são libertados, e decidem voltar à Espanha. Zorayda oferece a regência do trono a Hacén, que a recusa, e a Rainha pacifica as dissidências com um discurso. Nas palavras de Eugenio “Esposa, finalmente nossas desgraças acabaram. E tendo-se demonstrado que a maldade se castiga, inclusive entre Infiéis, que isto sirva-nos de estímulo, para nos mantermos todos fixos no caminho da virtude” (FERNÁNDEZ, 2020, p. 37), e a peça acaba.